# 前山久吉
前山 久吉（まえやま ひさきち、1872年11月7日〈明治5年10月7日〉 - 1937年〈昭和12年〉7月31日）は日本の銀行家、実業家。1912年に内国貯金銀行を設立し、浜松銀行頭取などを務めた。

## 略歴
愛知県平民・前山時安の二男として名古屋市東区城番町に生まれる。1886年に上京して働き始め、三井銀行函館支店、日本鉄道、成田鉄道などを経て、日本絹綿紡績、東京信託各取締役ののち浜松銀行頭取、共同保全社長、日本不動産会長のほか、鐘淵紡績、日本徵兵保険、亜細亜煙草、日本形染、日本絹糸紡績、王子製紙、日本製粉、三越など、多くの役員に就いた。
趣味人としても知られ、骨董蒐集が高じて、山を買って窯を構え、自身で焼物も手掛けた。観空庵の号を持つ。晩年は糖尿病を患い、美術品蒐集だけが楽しみだと言って数千点もの品々を買い漁った。

## 年表
- 1872年 - 名古屋市にて出生。家貧しく、幼少期より三菱銀行で給仕として働く[7]。
- 1886年 - 同行の東京本社勤務を命じられ、上京[7]
- 18??年 - 同行函館支店支配人代理[8]
- 1898年 - 日本鉄道の運輸課長に就任する久保田扶桑の書記として入社し、主事調査係長に昇進[8][7]
- 1901年 - 成田鉄道事務長に就任し、大倉喜八郎と山田英太郎と知り合う[8][7]
- 1904年 ‐ 大倉喜八郎経営の月島製鋼常務取締役に就任[8][7]
- 1906年 ‐ フィリピン、香港、南清（中国南部）を視察[8]。日本絹綿紡績設立に関わり専務取締役就任[8][7]
- 1907年 ‐ 日本絹綿紡績が鐘淵紡績に合併され、同社取締役に就任[8][7]
- 1908年 ‐ 鈴木梅四郎の後任として王子製紙の専務取締役に就任[7]。王子製紙苫小牧工場の建設に尽力する[9]。山林疑獄事件で投獄される[9]。
- 1910年 ‐ 同工場完成
- 1912年 ‐ 内国貯金銀行設立し取締役に就任。日本製粉取締役に就任[10]。
- 1916年 ‐ 東京信託(1906年創業)の取締役会長に就任[11]。日本製粉の専務取締役に就任[12]。
- 1918年 ‐ 日本徴兵保険（1911年創業、1945年大和生命に改称）取締役に就任[11]
- 1919年 ‐ 浜松銀行頭取に就任[13]。山本悌二郎、若尾璋八、小西和らと亜細亜煙草設立[14][15]。
- 1921年 ‐ 共同保全設立し社長に就任[11]
- 1922年 ‐ 日経連の第一回総会に出席
- 1926年 ‐ 東京信託を日本不動産に改称し、引き続き取締役会長[11]
- 1927年 ‐ 旧華族会館敷地を購入[11]
- 1930年 ‐ 上記土地に新社屋竣工、日本不動産、日本徴兵保険、内国貯金銀行が入居[11]
- 1931年 ‐ 三越の取締役に就任[11]
- 1937年 ‐ 死去

## 家族
- 妻・とく[2]
- 妻・敏子[16]
- 養嗣子・前山宏平 ‐ 前山文吉の庶子。大和生命4代目社長。岳父に小泉策太郎。[2][17]
- 娘・淑子 ‐ 都民銀行神田支店初代支店長から都民興業（同行子会社）社長となった加藤定雄の妻[18][19]。
- 娘・ヤス（泰子） ‐ 子爵・丹羽長徳の長男・孝一の妻[1]。1951年に夫病没し、岩崎電気社長・前原達一と再婚[18]。聖心女子学院国文科卒。再婚相手の前原達一（1896年生）は広島県福山市の自転車商で福山商工会議所常議員を務める前原栄太郎の長男で、東京帝国大学法学部卒業後、三菱造船、三菱電機を経て、三菱原子力工業常務に就任、岩崎電気立て直しのために同社社長に三菱から送り込まれた人物で、達一も再婚[20][21]。達一の妹婿に東亜経済調査局局長の中島宗一[22][23]。
- 娘・信子 ‐ 味の素創業家・鈴木孝（宝興産会長）の妻[18]。
- 娘・雅 ‐ 森美秀の妻[24]。